# Udruženje građana Urbani Šokci – Sombor
Udruženje građana Urbani Šokci – Sombor je hrvatska udruga iz Sombora, Vojvodina, Srbija.

## Povijest
Osnovana je u Hrvatskom domu u Somboru 4. travnja 2008. godine. Predsjednica udruge je Marija Šeremešić.

## Ciljevi
Cilj udruge je "njegovanje nacionalnih i kulturnih običaja bačkih Hrvata, posebice Šokaca, očuvanje njihove baštine, specifičnog šokačkog govora i književnosti, narodnih nošnji te zaštita njihovih prava i sloboda", a realizira se organiziranjem tematskih okruglih stolova i književnih večeri (o šokačkom govoru, o Anti Jakšiću i Stipanu Bešlinu, Lijepa riječ, lipa rič, Szép Szó, schönes Wort) o životu i radu Šokaca, prikupljanjem povijesne građe o podrijetlu, migracijama, prebivalištima i baštini Šokaca, te objavljivanjem radova o tim aktivnostima, organiziranjem izložbi u Gradskom muzeju itd.

Međunarodni okrugli stol „Urbani Šokci“ skupa s osječkom udrugom Šokačka grana a održava se u Osijeku i Somboru. Zajedno s ostalim udrugama kulture šokačkih Hrvata iz vojvođanskog dijela Podunavlja organizira manifestaciju Šokci i baština. S udrugom Pasionska baština iz Zagreba 2012. godine organizirala je Međunarodni znanstveni simpozija Muka kao nepresušno nadahnuće kulture : Pasionska baština Hrvata u Podunavlju. Udruga organizira manifestaciju Dani hrvatske kulture u Somboru, koju podupire Državni ured za Hrvate izvan Hrvatske i Grad Sombor.

## Vanjske poveznice
- Facebook